# Young and Wild
Young and Wild è un film del 1958 diretto da William Witney.
È un film poliziesco a sfondo drammatico statunitense con Gene Evans, Scott Marlowe e Carolyn Kearney.

## Produzione
Il film, diretto da William Witney su una sceneggiatura di Arthur T. Horman, fu prodotto da Sidney Picker per la Esla Pictures e girato da fine ottobre all'inizio di novembre 1957. Il titolo di lavorazione fu  Joy Ride.

## Distribuzione
Il film fu distribuito negli Stati Uniti dal 24 aprile 1958 al cinema dalla Republic Pictures.
Altre distribuzioni:
- in Messico il 4 marzo 1960 (Juventud perdida)

## Promozione
La tagline è: The Scorching, Reckless JOY RIDES of Wild Girls of the Road!.